# Bråvatten
Bråvatten är en sjö i Stenungsunds kommun i Bohuslän och ingår i Göta älv-Bäveåns kustområde. Sjön är 6,6 meter djup, har en yta på 0,017 kvadratkilometer och är belägen 109 meter över havet.